# Pedicularis myriophylla
Pedicularis myriophylla är en snyltrotsväxtart som beskrevs av Pall.. Pedicularis myriophylla ingår i släktet spiror, och familjen snyltrotsväxter. Utöver nominatformen finns också underarten P. m. purpurea.